# Castell de Verdera
Castell de Verdera är ett slott i Spanien.   Det ligger i provinsen Província de Girona och regionen Katalonien, i den östra delen av landet, 600 km öster om huvudstaden Madrid. Castell de Verdera ligger 649 meter över havet.
Terrängen runt Castell de Verdera är huvudsakligen kuperad, men åt sydväst är den platt. Havet är nära Castell de Verdera åt nordost.  Närmaste större samhälle är Figueres, 17,9 km väster om Castell de Verdera. 